# European Climate Foundation
Az European Climate Foundation (ECF), "Európai Éghajlatvédelmi Alapítvány", egy olyan független filantróp kezdeményezés, amely az éghajlati válság kezelésén dolgozik azáltal, hogy nemzeti, európai és globális szinten elősegíti a nulla nettó kibocsátású társadalom kialakulását. Célja, hogy olyan éghajlat- és energiaügyi politikákat támogasson, amelyek nyomást gyakorolnak Európára és más kulcsfontosságú globális szereplőkre, hogy 2050-re elérhetővé váljék a nulla nettó üvegházhatásúgáz-kibocsátás társadalma. Az ECF azon is dolgozik, hogy Európa élen járva mutathasson példát abban, hogy az e társadalom felé vezető út igazságos, megvalósítható és kívánatos. 
Alapítványként, az ECF legfőbb munkája a támogatásnyújtás, melyet az éghajlatváltozás enyhítése érdekében oszt szét számos, különböző típusú, jótékonysági tevékenységet folytató szervezet között a végrehajtás céljából.   Ezek a kutatómunkától az érdekérvényesítésig vagy a nyilvános kampányokig terjednek.
Az ECF-et kizárólag az éghajlatváltozással foglalkozó filantróp forrásokból finanszírozzák.  Nem fogad el finanszírozást vállalati vagy kormányzati forrásokból.   Pénzeszközeit nem használják politikai vagy pártpolitikai tevékenységekre, politikai pártokat, szektás vagy vallási célokat az alapítvány nem támogat.   Minden támogatott köteles betartani ezeket a szabályokat, amikor elfogadja az Alapítvány támogatását.  
2012-ben, az ECF 181 támogatást nyújtott 102 szervezetnek, ez az arány 2019-re 378 támogatásra nőtt 357 szervezetnek. 

## Munkaterületek
Az ECF egyrészt szervezőként, másrészt egy sokszínű hálózat tagjaként szorosan együttműködik számos támogatott partnerrel, akik a legtöbb európai országban tevékenykednek, ezzel is minden szinten erősítve az európai éghajlat-politikai fellépést és az éghajlat-politikai vezetést.     Az alapítvány segíti a partnerszervezeteket az innovációban és olyan stratégiai tevékenységek végrehajtásában, amelyek a Párizsi Megállapodás célkitűzéseit támogató, sürgős és ambiciózus szakpolitikákat ösztönzik, és hozzájárulnak az éghajlat-politikai fellépésről szóló nyilvános vitához. Ennek célja, hogy elősegítse a társadalmilag felelős átmenetet a klímasemleges gazdaságra és a fenntartható társadalomra Európában és azon túl. Struktúra:

## Struktúra
Személyi és szerkezeti szempontból az ECF munkája három fő területre oszlik:   
- Ágazati programok (földhasználat, közlekedés, épületek, ipar és innováció, energiarendszerek és szén, pénzügyek, valamint éghajlat-politikai tervezés és törvények)
- Átfogó platformok és kezdeményezések, beleértve az európai zöld megállapodással kapcsolatos munkát is
- Országspecifikus kezdeményezések az éghajlatváltozás elleni fellépés előmozdítására Franciaországban, Németországban, Lengyelországban, Spanyolországban, Olaszországban, Magyarországon, a Cseh Köztársaságban, az Egyesült Királyságban és Törökországban, valamint regionális szintű kezdeményezések Közép-Európában és Délkelet-Európában.

Az ECF központja Hágában (Hollandia) található.
Az alapítvány több mint 200 embert foglalkoztat, és 2017 óta vezérigazgatója Laurence Tubiana, Dr. Johannes Meier utódja, aki hat évig vezette az alapítványt.
Az alapítvány munkáját egy felügyelőbizottság ellenőrzi, amelynek feladata az ECF tevékenységeinek irányítása és felügyelete, valamint a szervezet stratégiai irányvonalának meghatározása. További információk a szervezet honlapján találhatók. 
Az Európai Éghajlatvédelmi Alapítvány számos platform létrehozását támogatta, mint például a CarbonBrief-ét 2010 végén, a 2050 Pathways Platform-ot 2016-ban, a Net-Zero 2050-et és még számos más felületet.